# UFC on Fox: Velasquez vs. Dos Santos
UFC on Fox: Velasquez vs. dos Santos (ou UFC on Fox 1) é um evento de artes marciais mistas promovido pelo Ultimate Fighting Championship em 12 de Novembro de 2011, no Honda Center em Anaheim, Califórnia.

## Transmissão
Esta versão do UFC marca a primeira vez em que a transmissão americana se deu pela Fox Network. Sendo CEO da Zuffa, empresa que administra o UFC, Lorenzo Fertitta confirmou que todo o card preliminar será previamente exibido, mas que nesta estreia haverá um especial de uma hora de duração, com apenas a transmissão do evento principal ocorrendo ao vivo.

## Bônus da Noite
- Luta da noite (Fight of the Night):  Clay Guida vs.   Ben Henderson
- Nocaute da Noite (Knockout of the Night):  Junior dos Santos
- Finalização da Noite (Submission of the Night):  Ricardo Lamas